# Искра (футбольный клуб, Смоленск)
«Искра» — советский и российский футбольный клуб из Смоленска.

## История
Армейская команда «Искра» была образована в Смоленске в 1965 году; несколько предшествующих сезонов Смоленск в первенстве СССР представляли «гражданские» команды: «Текстильщик» (1960), «Спартак» (1961—1964). Ранее, в 1930-е годы, армейский футбол уже был развит в Смоленске — команда Дома Красной Армии Белорусского военного округа (ДКА БВО) участвовала в Кубке СССР (1936, 1937) и первенстве СССР (1937; группа «Г»), побеждала во внутриармейских соревнованиях.
С 1965 по 1970 год «Искра» выступала в классе «Б» 1 зоны РСФСР, преобразованном в 1971 году во вторую лигу первенства СССР. Оказавшись во 2 зоне второй союзной лиги, «Искра» уверенно выиграла турнир, но на финальном этапе в Сочи заняла третье место и получила право на стыковые матчи с «Кривбассом» (Кривой Рог) за выход в первую лигу. Смоляне, обыгравшие дома криворожан 3:1, всё-таки уступили, потерпев поражение на выезде со счетом 0:2. Также в шаге от первой лиги «Искра» остановилась в 1973 году, отставшая в финальной пульке от занявшей третье «проходное» место «Кубани» лишь на одно очко.
В 1975 году команду возглавил бывший игрок «Искры» Лев Васильевич Платонов, до того работавший на должности начальника смоленского клуба. Эпоха Платонова, продлившаяся до 1985 года, стала временем расцвета смоленского футбола. Первый успех пришел в 1976 году, когда «искровцы» выиграли чемпионат РСФСР среди команд второй лиги. На протяжении трех лет «Искра» стабильно была второй в своей игровой зоне, а в 1979 году сумела завоевать путёвку в первую лигу, одержав безоговорочную победу в группе и опередив ближайшего преследователя «Текстильщик» (Иваново) на 11 очков. Армейская принадлежность клуба и близость расположения его от Москвы позволяла привлекать в состав сильных игроков: так, в 1970-е в Смоленске выступали Георгий Ярцев, Александр Максименков, Джемал Силагадзе. Воспитанник местного футбола вратарь Александр Новиков (чемпион мира среди молодёжных команд 1977 года) и защитник Владимир Бабенко на протяжении многих лет были ведущими игроками команды.
В дебютном сезоне в первой лиге смоляне стали девятыми, на следующий год заняли седьмое место, которое и стало наивысшим достижением команды за всё время выступлений в первенстве СССР. В преддверии сезона-1983 состав «Искры» пополнили известные мастера из московского «Спартака» Сергей Шавло и Александр Калашников. Оба выглядели неплохо индивидуально (Калашников стал лучшим бомбардиром команды, забив 13 мячей, Шавло на свой счет записал 9), но, в целом, команда сезон провалила, оставшись на 17 месте. По окончании первенства 1984 года, который «Искра» завершила на 12 месте, Л. В. Платонов ушёл с должности главного тренера, и 1985 год команда встретила с новым наставником — Виктором Константиновичем Родионовым; по ходу сезона-85 он был заменён Сергеем Юрьевичем Морозовым.
В розыгрышах Кубка СССР «Искра» отличалась неуступчивостью и обыгрывала московские «Спартак» (1:0 в 1982 году), «Локомотив» (2:0 в 1984 году). В турнире 1984—1985 «Искра» стартовала в нем с 1/32 финала победой над магнитогорским «Металлургом» 3:0, а затем в 1/16 по пенальти в игре, закончившейся со счетом 2:2, в Смоленске были обыграны тбилисские «динамовцы», в 1/8 последовала победа в Самарканде над местным «Динамо» 1:0, в 1/4 была одержана минимальная победа 1:0 над минским «Динамо», и только в полуфинале «Искра» была остановлена на Республиканском стадионе киевским «Динамо» 0:3. Удачное выступление в Кубке СССР принесло игрокам «Искры» звания мастеров спорта, но по итогам первенства «Искра» оказалась предпоследней, но сумела сохранить за собой место в первой лиге, благодаря победе в переходном групповом турнире. Но уже в следующем сезоне «искровцы», занявшие 22 место в чемпионате, напрямую отправились во вторую лигу. В следующем году смоляне имели шанс вернуться, уверенно выступив в своей зоне, но в переходных играх уступили симферопольской «Таврии». Причины неудач команды были связаны с большой текучкой игроков, весьма способных, многие из которых впоследствии смогли проявить себя на высоком уровне: Сергей Новиков, Юрий Суров («Спартак» (Москва), Геннадий Гришин, Валерий Плотников («Торпедо» (Москва), Валерий Городов, Эдуард Сон («Днепр» (Днепропетровск) — и со снижением финансирования команды. В 1980-х годах в команде выделялись появившийся в 1982 году форвард Олег Делов (рекордсмен клуба по забитым мячам) и пришедший тремя годами позже защитник Николай Булгаков. Вторая половина 1980-х стала временем угасания «Искры». 13 мая 1991 года, возвращаясь из Петрозаводска, после матча с местным «Спартаком», автобус с командой попал в автокатастрофу. Погибли главный тренер Джемал Силагадзе и вратарь Александр Новиков. С распадом СССР команда оказалась в четвертой зоне 2 лиги первенства России, где также выступала без особого успеха. По окончании сезона 1994 года, находясь в бедственном экономическом положении, объединилась с «Кристаллом», образовав ЦСК ВВС «Кристалл».
В 2018 году был создан частный футбольный клуб «Искра», начавший своё выступление в третьем дивизионе (ЛФК). Команда сформирована из воспитанников частной футбольной школы «Искра», созданной 15 октября 2014 года. Однако к старой армейской команде этот клуб отношения не имеет.

## Результаты выступлений

### В первенствах СССР и России
| Сезон | Лига                                    | Место    | И  | В  | Н  | П  | М     | О  | Примечания                  |
| ----- | --------------------------------------- | -------- | -- | -- | -- | -- | ----- | -- | --------------------------- |
| 1965  | Класс «Б» (D3), 1 зона РСФСР            | 17 из 18 | 34 | 5  | 10 | 19 | 9-39  | 20 |                             |
| 1966  | Класс «Б» (D3), 1 зона РСФСР            | 16 из 17 | 32 | 6  | 11 | 15 | 22-34 | 23 |                             |
| 1967  | Класс «Б» (D3), 1 зона РСФСР            | 9 из 18  | 34 | 9  | 18 | 7  | 26-20 | 36 |                             |
| 1968  | Класс «Б» (D3), 1 зона РСФСР            | 15 из 20 | 38 | 11 | 10 | 17 | 32-46 | 32 |                             |
| 1969  | Класс «Б» (D3), 1 зона РСФСР            | 4 из 17  | 32 | 13 | 14 | 5  | 42-21 | 40 |                             |
| 1970  | Класс «Б» (D4), 1 зона РСФСР            | 4 из 17  | 32 | 16 | 11 | 5  | 32-18 | 43 |                             |
| 1971  | Вторая лига (D3), 2 зона                | 1 из 20  | 38 | 23 | 13 | 2  | 57-15 | 82 |                             |
| 1972  | Вторая лига (D3), 2 зона                | 9 из 20  | 38 | 15 | 9  | 14 | 37-36 | 54 |                             |
| 1973  | Вторая лига (D3), 2 зона                | 1 из 17  | 32 | 25 | 5  | 2  | 53-14 | 51 |                             |
| 1974  | Вторая лига (D3), 3 зона                | 5 из 20  | 38 | 20 | 9  | 9  | 59-31 | 49 |                             |
| 1975  | Вторая лига (D3), 2 зона                | 7 из 18  | 34 | 16 | 7  | 11 | 43-36 | 39 |                             |
| 1976  | Вторая лига (D3), 3 зона                | 2 из 21  | 40 | 22 | 10 | 8  | 67-31 | 54 |                             |
| 1977  | Вторая лига (D3), 1 зона                | 2 из 21  | 40 | 24 | 10 | 6  | 61-26 | 58 |                             |
| 1978  | Вторая лига (D3), 1 зона                | 2 из 24  | 46 | 33 | 6  | 7  | 81-31 | 72 |                             |
| 1979  | Вторая лига (D3), 1 зона                | 1 из 24  | 46 | 30 | 13 | 3  | 86-26 | 73 | Выход в Первую лигу         |
| 1980  | Первая лига (D2)                        | 9 из 24  | 46 | 18 | 11 | 17 | 50-46 | 47 |                             |
| 1981  | Первая лига (D2)                        | 7 из 24  | 46 | 17 | 12 | 17 | 48-45 | 46 |                             |
| 1982  | Первая лига (D2)                        | 17 из 22 | 42 | 13 | 13 | 16 | 53-67 | 38 |                             |
| 1983  | Первая лига (D2)                        | 17 из 22 | 42 | 14 | 9  | 19 | 51-47 | 37 |                             |
| 1984  | Первая лига (D2)                        | 12 из 22 | 42 | 15 | 10 | 17 | 44-47 | 40 |                             |
| 1985  | Первая лига (D2)                        | 21 из 22 | 38 | 8  | 8  | 22 | 27-48 | 24 |                             |
| 1986  | Первая лига (D2)                        | 22 из 24 | 46 | 11 | 13 | 22 | 30-60 | 34 | Вылет во Вторую лигу        |
| 1987  | Вторая лига (D3), 1 зона                | 1 из 17  | 32 | 19 | 11 | 2  | 56-20 | 49 |                             |
| 1988  | Вторая лига (D3), 5 зона                | 9 из 18  | 34 | 14 | 7  | 13 | 42-34 | 35 |                             |
| 1989  | Вторая лига (D3), 1 зона                | 6 из 22  | 42 | 19 | 17 | 6  | 60-36 | 55 |                             |
| 1990  | Вторая лига (D3), зона «Запад»          | 19 из 22 | 42 | 11 | 10 | 21 | 46-66 | 32 | Вылет во Вторую низшую лигу |
| 1991  | Вторая низшая лига (D4), 6 зона (РСФСР) | 7 из 22  | 42 | 21 | 10 | 11 | 52-35 | 52 |                             |
| 1992  | Вторая лига (D3), 4 зона                | 12 из 21 | 38 | 14 | 10 | 14 | 47-37 | 38 |                             |
| 1993  | Вторая лига (D3), 3 зона                | 7 из 18  | 34 | 15 | 7  | 12 | 25-19 | 27 |                             |
| 1994  | Третья лига (D4), 4 зона                | 5 из 15  | 12 | 3  | 9  | 14 | 47-37 | 38 | Объединение с «Кристаллом»  |

### В Кубках СССР и России
| Сезон     | Стадия        | Соперник                    | Счёт             |
| --------- | ------------- | --------------------------- | ---------------- |
| 1965/1966 | 1/2048 финала | Металлург (Череповец)       | 0:2              |
| 1966/1967 | 1/2048 финала | Спартак (Рязань)            | 2:1              |
|           | 1/1024 финала | Знамя Труда (Орехово-Зуево) | 1:2              |
| 1967/1968 | 1/4096 финала | Трудовые резервы (Курск)    | 0:1              |
| 1968/1969 | 1/4096 финала | Север (Мурманск)            | 0:0; 0:0; 1:0    |
|           | 1/2048 финала | Химик (Новомосковск)        | 1:0              |
|           | 1/1024 финала | Торпедо (Подольск)          | 2:2; 1:0         |
|           | 1/512 финала  | Знамя Труда (Орехово-Зуево) | 1:1; 3:1         |
|           | 1/256 финала  | Динамо (Брянск)             | 0:1              |
| 1977      | 1/32 финала   | Кузбасс (Кемерово)          | 1:0              |
|           | 1/16 финала   | Крылья Советов (Куйбышев)   | 3:1              |
|           | 1/8 финала    | Пахтакор (Ташкент)          | 1:2              |
| 1978      | 1/32 финала   | Факел (Воронеж)             | 0:0; 1:1         |
| 1979      | Группа 2      | Динамо (Киев)               | 0:1              |
|           | Группа 2      | Нистру (Кишинёв)            | 2:0              |
|           | Группа 2      | Зенит (Ленинград)           | 1:0              |
|           | Группа 2      | Спартак (Орджоникидзе)      | 1:0              |
|           | Группа 2      | Динамо (Минск)              | 1:3              |
| 1980      | Группа 6      | Арарат (Ереван)             | 0:1              |
|           | Группа 6      | Шинник (Ярославль)          | 1:3              |
|           | Группа 6      | Колос (Никополь)            | 1:0              |
|           | Группа 6      | Торпедо (Москва)            | 0:1              |
|           | Группа 6      | Металлург (Запорожье)       | 1:1              |
| 1981      | Группа 3      | Торпедо (Кутаиси)           | 1:1              |
|           | Группа 3      | Зенит (Ленинград)           | 3:1              |
|           | Группа 3      | Нефтчи (Баку)               | 1:2              |
|           | Группа 3      | Заря (Ворошиловград)        | 2:1              |
|           | Группа 3      | СКА (Хабаровск)             | 2:0              |
|           | 1/8 финала    | СКА (Ростов-на-Дону)        | 1:3              |
| 1982      | Группа 7      | Спартак (Кострома)          | 2:0              |
|           | Группа 7      | Спартак (Москва)            | 1:0              |
|           | Группа 7      | СКА (Хабаровск)             | 1:3              |
|           | 1/8 финала    | Динамо (Минск)              | 1:5              |
| 1983      | 1/32 финала   | Заря (Ворошиловград)        | 2:0              |
|           | 1/16 финала   | Зенит (Ленинград)           | 0:3              |
| 1984      | 1/32 финала   | Локомотив (Москва)          | 2:0              |
|           | 1/16 финала   | Спартак (Москва)            | 0:1              |
| 1984/1985 | 1/32 финала   | Металлург (Магнитогорск)    | 3:0              |
|           | 1/16 финала   | Динамо (Тбилиси)            | 2:2, по пен. 4:3 |
|           | 1/8 финала    | Динамо (Самарканд)          | 1:0              |
|           | 1/4 финала    | Динамо (Минск)              | 1:0              |
|           | 1/2 финала    | Динамо (Киев)               | 0:3              |
| 1985/1986 | 1/32 финала   | Звезда (Пермь)              | 2:1              |
|           | 1/16 финала   | Локомотив (Москва)          | 0:2              |
| 1986/1987 | 1/64 финала   | Сокол (Саратов)             | 2:4              |
| 1987/1988 | 1/64 финала   | Колос (Никополь)            | 0:2              |
| 1988/1989 | 1/64 финала   | Динамо (Ставрополь)         | 3:1              |
|           | 1/32 финала   | Заря (Калуга)               | 1:0              |
|           | 1/16 финала   | Нефтчи (Баку)               | 0:2; 1:2         |
| 1992/1993 | 1/256 финала  | Машиностроитель (Псков)     | 3:0              |
|           | 1/128 финала  | Торгмаш (Люберцы)           | 3:0              |
|           | 1/64 финала   | Торпедо (Владимир)          | 1:2              |
| 1993/1994 | 1/128 финала  | Машиностроитель (Псков)     | 0:1              |
| 1994/1995 | 1/256 финала  | Кристалл (Смоленск)         | 0:1              |

## Главные тренеры
- Леонов, Виктор Александрович — 1965—1966
- Земляниченко, Евгений Борисович — 1967
- Стрешний, Владимир Ильич — 1967—1969
- Макаров, Геннадий Ефимович — 1970
- Квочак, Константин Васильевич — 1970—1972
- Макаров, Геннадий Ефимович — 1973 — июль 1975
- Платонов, Лев Васильевич — 1975—1984
- Родионов, Виктор Константинович — 1985, по июль
- Морозов, Сергей Юрьевич — август 1985—1990
- Силагадзе, Джемал Георгиевич — 1990 — май 1991
- Ольховик, Анатолий Владимирович — май 1991—1994
- Архипов, Леонид Иванович — 1995